# Vigna radiata
Vigna radiata, llamada popularmente judía mungo o soja verde, es una especie de la familia de las fabáceas. Se cultiva extensamente en el Sudeste Asiático (Birmania, Camboya, Filipinas, Indonesia, Laos, Malasia, Tailandia y Vietnam), en Bangladés, China, India y Sri Lanka; así como en varios países de África; además de en regiones de clima tropical y subtropical.

## Descripción
Planta anual de porte rastrero o erecto (si se sujeta a un tutor o se entrelaza a los tallos de otra planta). Los tallos, de entre 20 a 60 cm, están cubiertos de pelos hirsutos de color castaño. Hojas pecioladas (5 a 21 cm), pinnadas con 3 folíolos ovados de márgenes enteros y ápice agudo o acuminado. Las inflorescencias son racimos axilares con 4 (o hasta 25) flores de pétalos amarillos, deltoides; los dos superiores connados formando un labio bífido, el inferior en forma de quilla curvada. El fruto es una pequeña vaina cilíndrica algo pilosa con 8 a 14 semillas de unos 2,5 mm.

## Usos y cultivo

### Culinario
Las semillas (granos) de V radiata se pueden usar como verdura; cocidos, en purés, sopas o como pasta vegetal; siendo consumidas con o sin cáscara, o germinadas para posteriormente ser consumidas como brotes tiernos.
En la cocina oriental se consumen habitualmente como brotes, que son los granos germinados, crudos en ensalada o salteados, se pueden combinar con carnes para reemplazar los carbohidratos con almidón, y se cocinan o saltean ligeramente, con el fin de conservar su textura.

El uso de estos brotes se ha ido popularizando y se pueden encontrar prácticamente en cualquier mercado mundial.
Se emplean comúnmente en la cocina china, así como en las cocinas de Birmania, Sri Lanka, Tailandia, Japón, Taiwán, Corea, Filipinas, Pakistán, India, Irán, Irak, Indonesia, Vietnam y otras regiones del Sudeste Asiático. También en la cocina chifa peruana. 
En la cocina india se suele emplear la semilla pelada que se denomina Urad y se usa fundamentalmente en la elaboración de Dal. En algunas regiones se utiliza para la preparación de Dosa, especie de panqueque que se consume como desayuno.
Los brotes contienen proteínas, carbohidratos y fibra, aunque en menor cantidad que las semillas. También son más pobres en fósforo, potasio, calcio, magnesio, hierro, cinc, yodo, flúor y cobre que los granos. Sin embargo, su contenido en sodio es más alto. Los granos tienen todas las vitaminas, excepto la B12 y la D.
También usa su almidón para la elaboración del Fideo celofán.

### Cultivo
Se cultiva en altitudes de hasta 1850 m s. n. m. en climas de entre 20 °C a 30 °C de media, con precipitaciones anuales de 600 a 1800 mm. Se adapta a suelos pobres aunque se desarrolla mejor en sustratos fértiles y sueltos (arenosos), no tolera los salinos. Es bastante resistente a la sequía y las ubicaciones a la sombra.

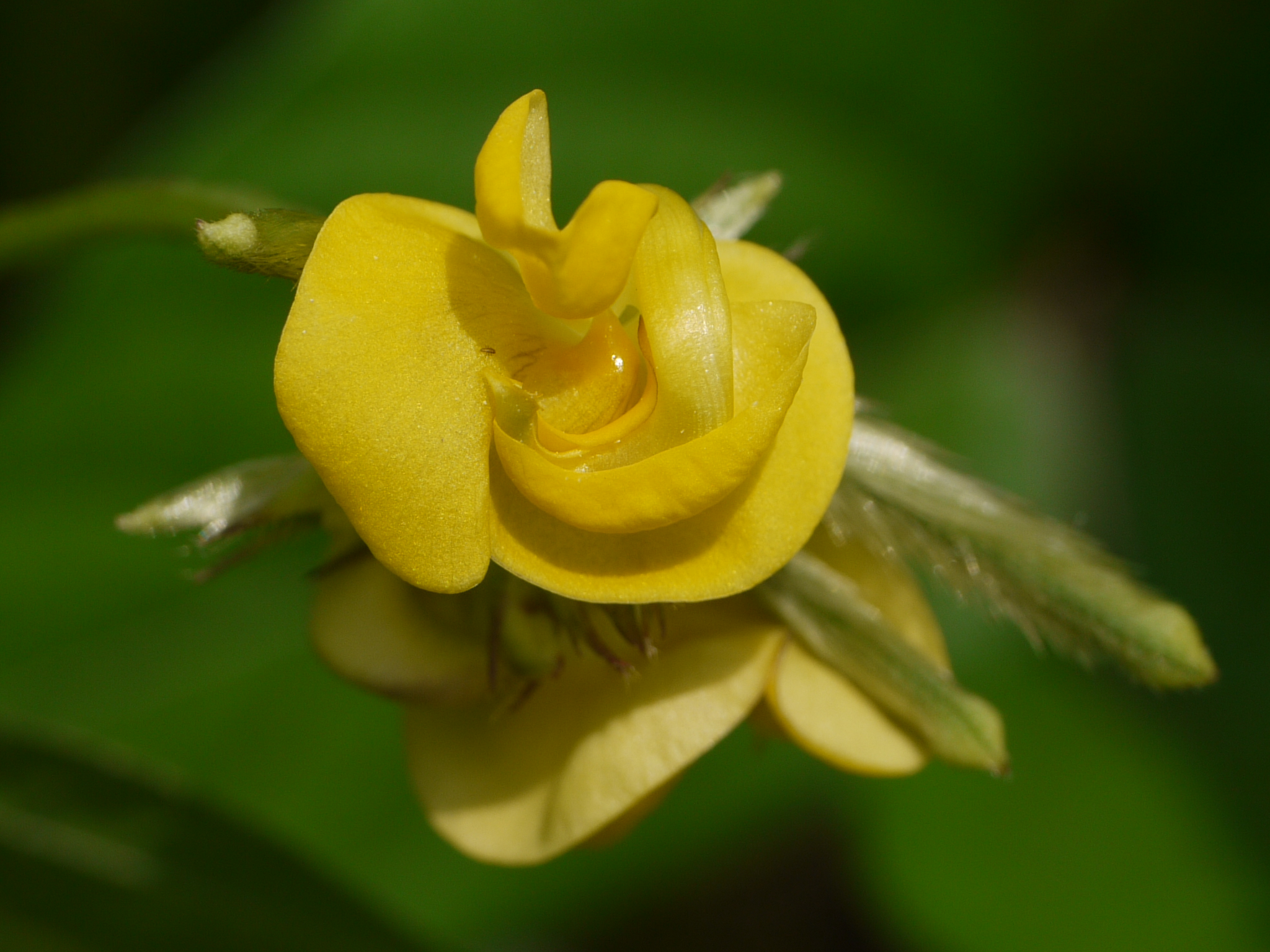
Detalle flor
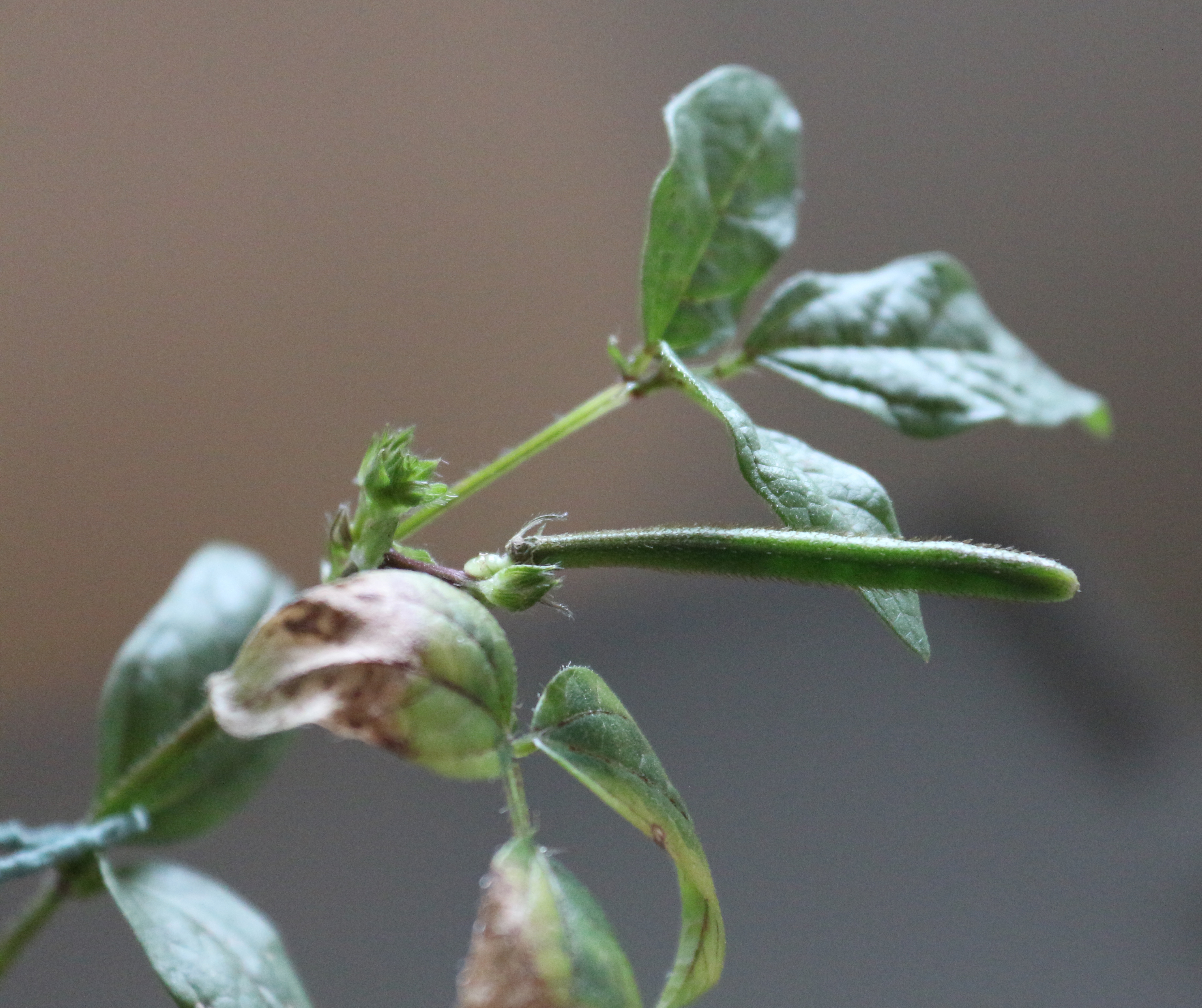
Fruto
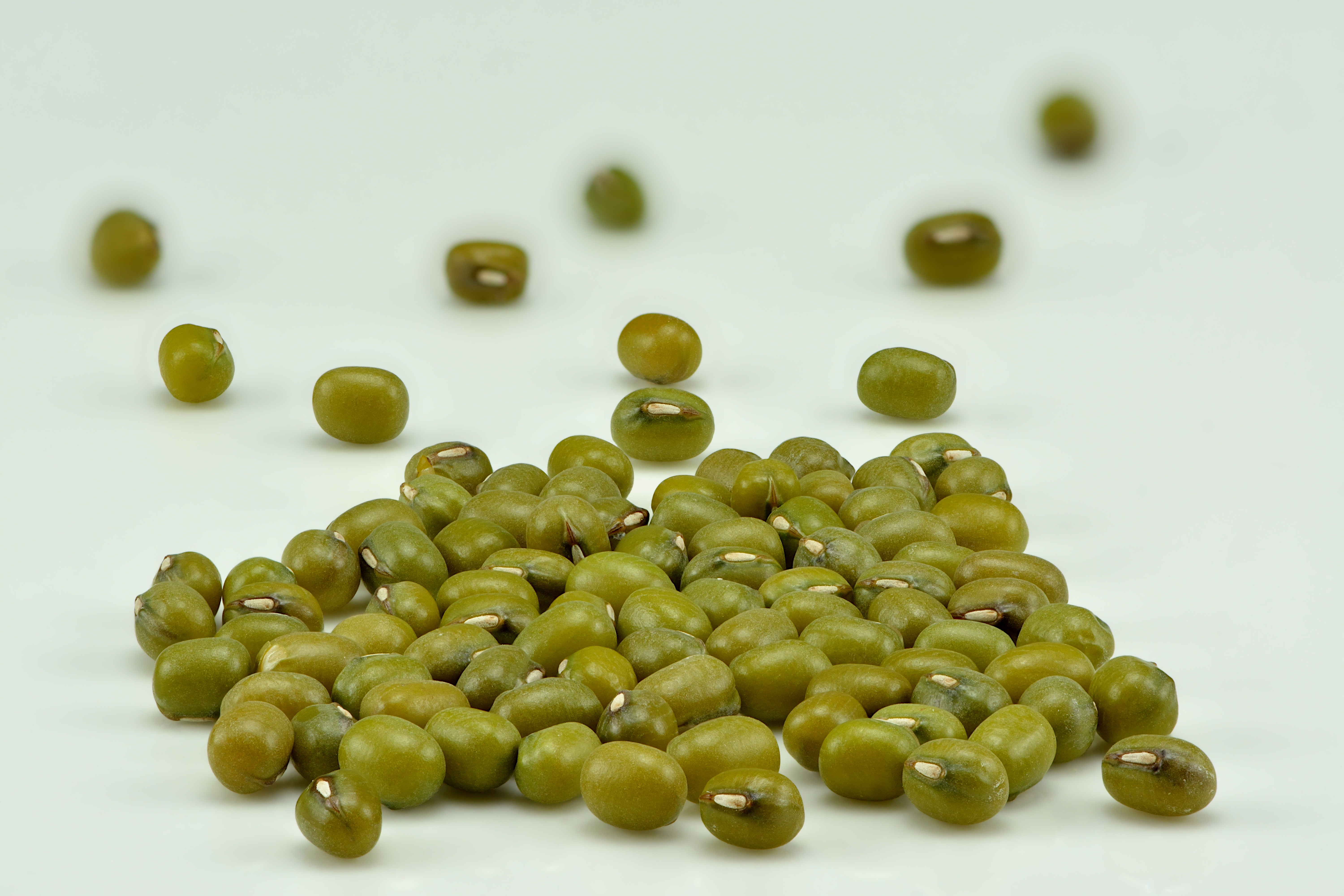
Semillas
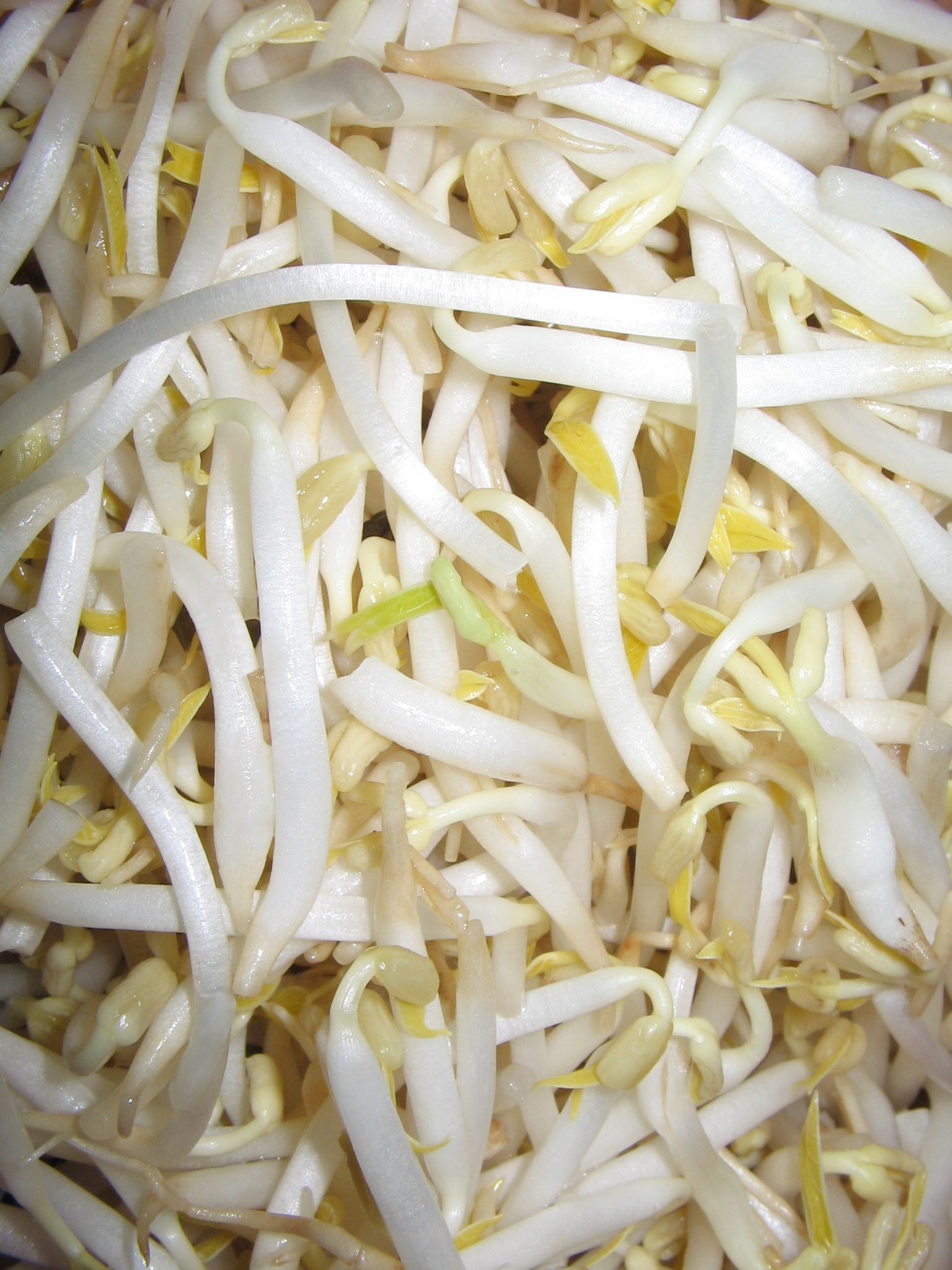
Brotes

## Taxonomía
V. radiata es una de las muchas especies que recientemente se han trasladado del género Phaseolus a Vigna, y aún es común verla erróneamente citada como Phaseolus aureus o Phaseolus radiatus.
Vigna radiata fue descrita por (L.) R.Wilczek y publicada en Flore du Congo Belge et du Ruanda-Urundi 6: 386. 1954.
Etimología
Vigna: nombre genérico en honor del botánico italiano Dominico Vigna, que lo descubrió en el siglo XVII.
Radiata: epíteto latíno que significa "irradiando"
Variedades
- Vigna radiata var. grandiflora (Prain) Niyomdham
- Vigna radiata var. setulosa (Dalzell) Ohwi & Ohashi
- Vigna radiata var. sublobata (Roxb.) Verdc.

Sinonimia
- Azukia radiata (L.) Ohwi
- Phaseolus abyssinicus Savi
- Phaseolus aureus Roxb.
- Phaseolus aureus Zuccagni
- Phaseolus aureus Wall.
- Phaseolus chanetii (H.Lev.) H.Lev.
- Phaseolus hirtus Retz.
- Phaseolus mungo sensu auct.fl.As.Med.
- Phaseolus radiatus L.
- Phaseolus radiatus var. typicus Prain
- Pueraria chanetii H.Lev.
- Rudua aurea (Roxb.) F.Maek.
- Rudua aurea (Roxb.) Maekawa[6]

## Nombre común
- Frejolito (o frijolito) chino
- Dientes de dragón
- Poroto chino
- poroto mung
- soja verde (no debe confundirse con la verdadera soja (Glycine max)
- judía mungo (no confundir con Vigna mungo), que es de color negro)